# Sciades variegatus
Sciades variegatus är en skalbaggsart som först beskrevs av Fisher 1925.  Sciades variegatus ingår i släktet Sciades och familjen långhorningar.
Artens utbredningsområde är Filippinerna. Inga underarter finns listade i Catalogue of Life.